# ケフィ・アブリック
ケフィ・アブリック（Kefi Abrikh、1982年3月1日 - ）は、フランス・パリ出身のスーツアクター・スタントマン・俳優。Campus Univers Cascades、オフィスワイルド所属。身長184cm。
特撮ドラマ『ウルトラマンマックス』のウルトラマンゼノンや、映画『劇場版 仮面ライダー響鬼と7人の戦鬼』で仮面ライダー凍鬼のスーツアクターを務めている。

## 主な出演作品

### 映画
- FORBIDDEN FIGHT（2001年）
- Point de Rupture（2003年）
- 6HOURS（2004年）
- EIEN（2004年）
- 劇場版 仮面ライダー響鬼と7人の戦鬼（2005年）仮面ライダー凍鬼（スーツアクター）[2]
- PARIS BY NIGHT OF THE LIVING DEAD（2007年）
- DERNIER ROUND（2008年）
- アルティメット2（2009年）
- LUCY/ルーシー（2014年）スタントマン[3]
- 007 スペクター（2015年）スタントマン[3]
- ダンケルク（2017年）スタントマン[3]

### テレビ
- 驚き!謎マネー100連発・世間を騒がすアノ値段一挙公開スペシャル（2004年）
- 世にも奇妙な物語（2004年）坂口憲二吹き替え
- ウルトラマンマックス（2005年）ウルトラマンゼノン（スーツアクター）[4]
- 所さんの学校では教えてくれないそこんトコロ（2005年）
- 巨神戰擊隊（中国語版）（2012年）スタントマン[3]

### 舞台
- LE VEMT DU TEMPS QUI PASSE（2004年）ジュニチロ 役